# Ivo Mrázek
Ivo Mrázek (známý také jako Ivan Mrázek, 18. ledna 1926 Brno – 5. dubna 2019 Brno) byl basketbalový hráč a trenér. Patřil mezi nejvýznamnější basketbalové hráče Československa všech dob. Byl zařazen na čestné listině zasloužilých mistrů sportu.

## Hráč
S basketbalem začínal v klubu Sokol Brno I (pozdější Zbrojovka Brno). Jako dvacetiletý startoval na evropském šampionátu v Ženevě v roce 1946. Ve finálovém utkání proti Itálii vstřelil několik sekund před koncem utkání vítězný koš, který znamenal zlatou medaili pro tým Československa. Stříbrné medaile na mistrovství Evropy získal v letech 1947, 1951 a 1955. V roce 1951 byl navíc vyhlášen nejlepším hráčem turnaje.
Startoval rovněž jako hráč na dvojích olympijských hrách – v roce 1948 v Londýně a v roce 1952 v Helsinkách. Jako hráč získal šest titulů mistra republiky.

## Trenér
Po skončení hráčské kariéry se stal basketbalovým trenérem. V roce 1960 přivedl československou reprezentaci k dosud nejlepšímu umístění, pátému místu na olympiádě v Římě. Vrcholem jeho trenérské kariéry bylo působení u týmu Zbrojovky Brno. S mužstvem se stal šestkrát mistrem Československa, Zbrojovka Brno také dvakrát pod jeho vedením postoupila do finále Poháru evropských mistrů. Po sovětské invazi trénoval v sezóně 1969/70 italský tým Gorena Petrarca Padova.
V anketě Český basketbalista století se umístil na třetím místě.

## Ocenění
- Cena Jihomoravského kraje za celoživotní přínos v oblasti sportu (2013)
- Vstup do sportovní síně slávy města Brna (1998)